# خوزه سا
خوزه پدرو مالیرو دِ سا (پرتغالی: José Pedro Malheiro de Sá؛ زادهٔ ۱۷ ژانویهٔ ۱۹۹۳) بازیکن فوتبال اهل پرتغال است.
از باشگاه‌هایی که در آن بازی کرده‌است می‌توان به ماریتیمو، پورتو و المپیاکوس اشاره کرد.